# Một bước đi
Một bước đi là phim điện ảnh lãng mạn hồi hộp Trung Quốc 2014 do Triệu Bảo Cương đạo diễn. Phát hành ngày 19 tháng 9 năm 2014 .

## Vai
| Diễn viên        | Vai                        | Ghi chú |
| ---------------- | -------------------------- | ------- |
| Tôn Hồng Lôi     | Phó Kinh Niên              |         |
| Quế Luân Mỹ      | Ninh Đãi                   |         |
| Phương Trung Tín | Kỉ Tăng Ân                 |         |
| Từ Tĩnh Lôi      | Lâm Nguyệt Dĩnh ("Ảnh Tử") |         |
| Tưởng Cần Cần    | Lô Thu Y                   |         |
| Huỳnh Lỗi        | “Hồi Thanh”                |         |
| Thái Thiếu Phân  | vợ Kỉ                      |         |

## Sáng tạo
Đây là tác phẩm điện ảnh đầu tiên của Triệu Bảo Cương, ông nói: "Tôi muốn thể hiện một bộ phim nói về tình yêu đích thực có thể chịu đựng được thử thách về thời gian và tâm trạng". Trong phim, Triệu Bảo Cương để cho Tôn Hồng Lôi và Quế Luân Mỹ sử dụng vũ đạo thay vì lời nói để nói về tình yêu .

## Nhạc phim
Bài hát chủ đề của bộ phim được sáng tác bởi Trương Á Đông, lời bài hát bởi Lâm Tịch, trình diễn bởi Vương Phi, và MV bài hát chủ đề được giới thiệu vào ngày 9 tháng 9 . Bằng cái đầu (Por una Cabeza) do Thomas Newman trình diễn

## Doanh thu
Doanh thu tuần đầu tiên tại Trung Quốc đại lục đạt 40,20 triệu Nhân dân tệ , tuần thứ hai đạt 30,80 triệu Nhân dân tệ . Doanh thu tổng cổng đạt 76 triệu.

## Giải thưởng
3 tháng 11 năm 2015, Phim đạt giải "Kim Thiên Sứ" tại Liên hoan Phim Hoa Kỳ Trung Quốc .